# Dolmen von Crousette
Der restaurierte Dolmen von Crousette (auch Dolmen de la Crousette oder Dolmen de Védernat genannt) liegt auf einem Hügel südwestlich vom Weiler Roffiac bei Saint-Flour im Département Cantal in Frankreich. Dolmen ist in Frankreich der Oberbegriff für neolithische Megalithanlagen aller Art (siehe: Französische Nomenklatur).
Der ost-west-orientierte, etwa 5000 Jahre alte kleine Dolmen besteht aus zwei Orthostaten und der Deckenplatte. Der südliche misst 1,5 × 0,95 × 0,35 m, der nördliche 1,4 × 1,0 × 0,2 m und die Deckenplatte 1,8 × 1,3 × 0,5 m. Sie stammen aus auf den lokalen Aufschlüssen von Doleritbasalt (vom Typ Bouzentés). 
2003 wurden archäologische Grabungen und Sondierungen durchgeführt, um die Lage der verschobenen Orthostaten zu erkunden. Dies ermöglichte die Entdeckung von Funden, darunter heterogene Keramikelemente, lithische Objekte und Knochenfragmente.
In der Nähe stehen die Menhire von Loubaresse. Der Dolmen von Touls liegt nordwestlich und der Dolmen von Mons nordöstlich von Saint-Flour.